# Honda Crossroad
De Honda Crossroad is een modelnaam die gebruikt werd door twee SUV's van de Japanse autoconstructeur Honda. De eerste was een gerebadgede Land Rover Discovery die van 1993 tot 1998 in Japan verkocht werd, de tweede was een SUV die door Honda zelf ontwikkeld werd voor de Japanse markt en die van 2007 tot 2010 aangeboden werd.

## Eerste generatie (1993-1998)
De eerste generatie was een Land Rover Discovery die door Honda onder de naam Honda Crossroad op de Japanse markt verkocht werd van 1993 tot 1998. Het is nog steeds de enige productiewagen met een V8-motor die door Honda aangeboden werd.
Het voertuig kampte met diverse problemen, zowel technisch als qua marketing. Aangezien de Crossroad een gerebadgede Land Rover Discovery was, werden ook de betrouwbaarheidsproblemen van Land Rover overgenomen. In 1997 vaardigde Honda op advies van het Japanse Ministerie van Transport een terugroepactie uit vanwege een defect vergrendelingsmechanisme aan het bestuurdersportier waardoor dit tijdens het rijden open kon gaan. Los van de technische problemen zette ook het nieuws dat Rover aan BMW ging verkocht worden de betrekkingen tussen Honda en Rover onder druk.

## Tweede generatie (2007-2010)
In februari 2007 bracht Honda opnieuw een SUV met de naam Crossroad op de Japanse markt. Door een derde rij zitplaatsen bood het interieur plaats aan 7 passagiers. De wagen werd aangedreven door een vier-in-lijn benzinemotor van 1,8 of 2,0 liter, gekoppeld aan een vijftraps automatische transmissie. Het Real-Time AWD-systeem van Honda werd grondig herzien en werkte voortaan in combinatie met ABS-remmen en stabiliteits- en tractiecontrole. Dit was bovendien het eerste voertuig van Honda dat uitgerust was met hill start assist, een systeem dat tijdelijk de remdruk handhaaft nadat het rempedaal is losgelaten bij het wegrijden op een heuvel.
De Crossroad werd niet op de Amerikaanse markt uitgebracht omdat Honda daar in het SUV-segment al vertegenwoordigd was met de Element, CR-V en Pilot. Ook in Europa was de Crossroad niet beschikbaar, naar verluidt omdat Japanse autoconstructeurs een vrijwillige verbintenis waren aangegaan om de gemiddelde CO2-uitstoot van hun Europees wagenaanbod tegen 2009 te reduceren tot 140 g/km.
Huidige modellen België & Nederland:
Civic ·
CR-V ·
HR-V ·
e ·
Jazz ·
NSX
Overige modellen internationaal:
Life ·
Zest ·
N BOX ·
Acty ·
Vamos ·
Civic Hybrid ·
FCX Clarity ·
Freed ·
Stream ·
StepWGN ·
Odyssey ·
Elysion ·
Crosstour ·
Passport ·
Pilot ·
Ridgeline
Uit productie:
N ·
Z ·
Today ·
That's ·
T ·
TN ·
S ·
Beat ·
Logo ·
Capa ·
Mobilio ·
L ·
S-MX ·
Airwave ·
CRX ·
1300 ·
Quintet ·
Integra ·
Concerto ·
Domani ·
Prelude ·
Ascot ·
Avancier ·
FR-V ·
Shuttle ·
Inspire ·
Legend ·
HR-V ·
Crossroad ·
Element ·
Horizon ·
Tourmaster ·
S2000 ·
NSX